# Poienița, Dâmbovița
Poienița este un sat în comuna Poiana din județul Dâmbovița, Muntenia, România.